# Acanthodelta thermopera
Acanthodelta thermopera là một loài bướm đêm trong họ Erebidae.